# Львов, Сергей Евгеньевич
Князь Серге́й Евге́ньевич Львов (31 августа (12 сентября) 1859 — 8 июня 1937, Куйбышев) — предприниматель, владелец и глава фирмы «Пожевские заводы князя С. Е. Львова». Брат министра-председателя Временного правительства Г. Е. Львова.

## Биография
Из рода князей Львовых. Сын князя Евгения Владимировича и Варвары Алексеевны Мосоловой. Детские годы его прошли в Туле, где отец служил управляющим государственным имуществом, и семейном имении Поповка Тульской губернии. Младший брат Георгий вспоминал: «Мы же, двое младших братьев и сестра, прошли жизненную школу в деревне, можно сказать, полностью. … Мы вытерпели многие тяжёлые годы, когда на столе не появлялось ничего, кроме ржаного хлеба, картошек и щей из сушёных карасей, наловленных вершей в пруду, когда мы выбивались из сил для уплаты долгов.»
Образование продолжил в Поливановской гимназии в Москве, куда семья перебралась осенью 1871 года, но в возрасте 16 лет был вынужден бросить учёбу и заняться семейными делами.
Мы все смотрели на брата как на человека, принёсшего себя в жертву для спасения семьи. Для родителей это было одновременно и большим ударом и отрадой. Им было тяжко сознание, что они не смогли довести до конца образование сына, но самый поступок его утешал их как благородный акт. Мы все, и в том числе я, чувствовали себя обязанными ему
Хозяйственная деятельность князя имела успех. Со временем он стал главой фирмы «Пожевские заводы», в состав которой входили Пожевский железоделательный, Елизавето-Пожевский прокатный и Лукьяновский чугуноплавильный заводы, приобретённые в 1900 году у Александра Всеволодовича Всеволожского, наследника В. А. Всеволожского. Львов расширил ассортимент и наладил производство товаров для населения (металлическая посуда, утюги, сельскохозяйственный инструмент и т. п.). Благодаря этому, он не только избавил завод от долгов, но и сделал его одним из передовых предприятий в Пермском крае. Также у Всеволожских была выкуплена речная флотилия, включавшая 4 буксирных парохода и до 30 непаровых судов. Сергею Евгеньевичу принадлежали несколько имений в Соликамском уезде, включавшие свыше 109 тысяч га леса и свыше 14 тысяч га земли. Князь с семьёй до 1917 года проживал в Пожве Пермской губернии.
Сергей Евгеньевич Львов собирал материалы по истории своей семьи и снабжал ими исследователей.

### После Октябрьская революции
После революции Сергей Евгеньевич с женой и детьми остался в России. Лишь дочери Елена и Елизавета вместе с дядей Владимиром Евгеньевичем Львовым покинули родину, уехав из Ялты на пароходе «Рио-Негро».
В начале 1918 года всё имущество Львовых было национализировано. Летом 1919 года арестован вместе с семьёй, но вскоре освобождён. 5 апреля 1924 года Львов был вновь арестован вместе с семьёй и осуждён по статье 60 УК РСФСР. 6 июня приговорён к 3 годам ссылки на Урал, а семья лишена права проживания в крупных городах. 13 июня 1924 при пересмотре дела наказание признано условным, из-под стражи освобождён. Проживал в женой на станции Сходня Московской области или в посёлке Тайцы под Ленинградом, чтобы находиться рядом с семьями взрослых детей. В марте 1935 года последовал с женой за высланными сыновьями Юрием и Сергеем в Куйбышев. 8 июня 1937 года Сергей Евгеньевич скончался от кровоизлияния в мозг.

## Брак и дети
Князь Сергей Евгеньевич женился на Зинаиде Петровне Игнатьевой (1867—1941), которая, окончив педагогические курсы, работала учительницей. В браке родились дети:
- Елена (1891—1971), известна иконописными работами;
- Наталья (1893—1981), супруга профессора Сергея Фёдоровича Майкова (1864—1940);
- Елизавета (1894—1969), с 1924 года супруга Сергея Константиновича Терещенко (1894—1935);
- Зоя (1895?—1936);
- Евгений (1896—1942), с 1916 года студент Пермского отделения Императорского Петроградского университета (с 1917 года Пермский университет);
- Юрий (1898—1938), с 1934 года женат на Ольге Ивановне Ратиевой (1902—1987), дочери И. Д. Ратиева;
- Владимир (1899—1937), жених Татьяны Александровны Аксаковой, репрессирован накануне свадьбы;
- Сергей (1902—1938), с 1928 года женат на Марии Александровне Гудович (1905—1940), дочери графа А. В. Гудовича.